# Зелена Діброва (Житомирський район)
Зелена Дібро́ва (пол. Jabłonne, до 1960 року — Яблунне, у 1960—63 роках — Яблунівка) — село в Україні, в Курненській сільській територіальній громаді Житомирського району Житомирської області. Чисельність населення становить 200 осіб (2001).

## Історія
На початку ХХ століття в Яблонному повстав дерев'яний римо-католицький костел святого Йосафата, який існує й дотепер.
В 1930 роки село постраждало внаслідок геноциду польського народу, коли органами НКВС за наказом з Москви була здійснена Польська операція НКВС. В ці роки було безпідставно заарештовано та позбавлено волі на різні терміни 43 мешканців села, з яких 30 осіб розстріляно. Арешти і позасудові вбивства відбувались за національною ознакою. Багато жертв безпідставно звинувачувалось у тому, що вони були польськими шпигунами і належали до вигаданої радянськими спецслужбами Польської Організації Військової. Нині всі жертви тоталітарного режиму реабілітовані і їхні імена відомі.
Спершу частину поляків депортували разом з родинами  як «націоналістичні та антирадянські елементи» у східні райони УСРР у лютому-березні 1935 року. Людей з Яблонного депортували до Старобільського району Луганської області.
У 1936 році відбулись депортації до Казахстану. А в 1937-1938 відбулись масові арешти та розстріли, навіть серед депортованих до Старобільського району.
До геноциду в селі розмовляли польською мовою. Один із записів мови поляків Яблонного зберігся на аудіозаписі Яніни Венґловської.

### Список репресованих осіб в 1930—1940рр.
Башинський Антоній Павлович 1890 р.н., Башинський Ян Павлович 1898 р.н., Башинський Ян Феліксович 1899 р.н., Башинський Юзеф Петрович 1902 р.н.,Башинський Мечислав Янович 1912 р.н.,   Башинський Франц Адамович 1870 р.н., Башинський Франц Павлович 1896 р.н., Башинський Чеслав Павлович 1907 р.н., Венґловський Антоній Францович 1899 р.н.,  Венґловський Ян Миколайович 1889 р.н., Венґловський Юзеф Цирильович 1886р.н., Венґловський Міхал Францович 1902 р.н., Венґловський Фелікс Юзефович 1898 р.н., Вольський Альбін Антонієвич 1907 р.н., Вольський Ян Юзефович 1896р.н., Вольський Калікст Адамович 1902 р.н., Вольський Станіслав Юзефович 1905 р.н., Ґонґало Альбін Станіславович 1914 р.н., Ґонґало Гієронім Юзефович 1910 р.н., Ґонґало Ян Владиславович 1885 р.н., Ґонґало Юзеф Янович 1879 р.н., Ґонґало Юзеф Шимонович 1900 р.н., Ґонґало Мечислав Станіславович 1908 р.н., Ґонґало Пйотр Міхалович 1874 р.н., Заїнчковський Міхал Юзефович 1881 р.н., Заїнчковський Станіслав Міхалович 1909 р.н., Заїнчковський Франц Аполлінарович 1890 р.н., Краузе Ґабрієль Павлівна 1901 р.н., Мілевський Ян Анджейович 1911 р.н., Мілевський Павел Анджейович 1898 р.н., Новашевський Ян Юзефович 1900 р.н., Розін Вільгельм Фердинандович 1908 р.н., Сичевський Ян Томашович 1901 р.н., Сичевський Станіслав Янович 1912 р.н., Сичевський Томаш Павлович 1898 р.н., Сичевський Франц Томашович 1899 р.н., Скаковський Юзеф Адамович 1897 р.н., Цаль-Цалько Адольф Петрович 1898 р.н., Цаль-Цалько Броніслав Петрович 1893 р.н., Цаль-Цалько Юзеф Петрович 1914 р.н., Цаль-Цалько Леон Адамович 1911 р.н., Шишковський Ян Томашович 1893 р.н., Шишковський Нарцис Станісловович 1903 р.н. 
До 1 серпня 2017 року село входило до складу Теньківської сільської ради Пулинського району Житомирської області.

## Населення

### Мова
Розподіл населення за рідною мовою за даними перепису 2001 року:
| Мова       | Кількість | Відсоток |
| ---------- | --------- | -------- |
| українська | 198       | 99%      |
| російська  | 2         | 1%       |
| Усього     | 625       | 100%     |